# Golf van Tomini
De Golf van Tomini (Indonesisch: Teluk Tomini) ook bekend als de Baai van Tomini, is de equatoriale golf in het noorden van het eiland Sulawesi in Indonesië. In het oosten komt de baai uit op de Molukse Zee. De baai scheidt de regio Minahasa op het noordelijk schiereiland van het Oostelijk Schiereiland. De Togian-eilanden liggen vlak bij het centrum van de golf.
De baai ligt in de mariene ecoregio Noordoostelijk Sulawesi.